# 迪力胡马尔·阿布来提
迪力胡马尔·阿布来提（1989年—），维吾尔族，新疆维吾尔自治区喀什市人，中国人民解放军海军中尉，解放军海军历史上第一位维吾尔族女军官。

## 生平
迪力胡马尔·阿布来提出生于军人家庭，父亲阿布来提·阿布都克力木是一名边防军，曾经长期在红其拉甫口岸守卫边境，后来回到南疆军区工作，母亲玛依努尔·阿布都热依木是喀什第一人民医院的一名产科医生。
2011年6月，迪力胡马尔·阿布来提从新疆大学电气工程学院毕业，当年冬天报名参加中国人民解放军海军。3个月的体能科目训练后，经过严格的考核，迪力胡马尔·阿布来提拿到了“上舰证”，开始远航训练。迪力胡马尔·阿布来提后加入辽宁号航空母舰，授海军下士军衔，先后参与完成航母交接入列、平台航行试验，被评为优秀士兵。2013年6月28日，迪力胡马尔·阿布来提经过严格的遴选和考试，被确定为优秀大学生士兵提干对象，进入中国人民解放军海军大连舰艇学院进行为期一年的培训，学习雷电指挥专业，10个月时间里，迪力胡马尔·阿布来提的14门专业课和11门考察课，共25门课全部通过，并随舰远航参加了海上实践课目的训练。
2014年7月11日，迪力胡马尔·阿布来提以优秀的成绩毕业，从大连舰艇学院院长姜国平海军少将手中接过毕业证书和佩剑。毕业后，迪力胡马尔·阿布来提回到辽宁舰，任作战部门助理工程师，授海军中尉军衔。2015年2月1日，迪力胡马尔·阿布来提作为中国海军舰艇长代表团的一员，访问华盛顿、纽波特和纽约，参观美国海军安纳波利斯海军学院、海军水面作战军官学校、海军战争学院等三所院校，并与海军水面作战军官学校舰艇长班学员进行专题研讨和座谈交流。